# Nicole Richie
Nicole Camille Richie (rojena kot Nicole Camille Escovedo), ameriška televizijska osebnost, igralka, modna oblikovalka, pisateljica, * 21. september 1981, Berkeley, Kalifornija, Združene države Amerike.
Nicole Richie je zaslovela s svojo vlogo v Foxovem resničnostnem šovu Preprosto življenje ob svoji najboljši prijateljici iz otroštva, Paris Hilton, ki je trajal pet sezon. Šov je bil za kanal Fox izjemno uspešen; premiero si je namreč ogledalo kar 13 milijonov gledalcev, Paris Hilton in Nicole Richie pa sta tako zasloveli po vsem svetu. Že pred, pa tudi med in po snemanju šova, je bila Nicole Richie in njeno zasebno življenje stalnica v tabloidih.
Po koncu resničnostnega šova se je osredotočila na druge projekte, med drugim tudi na okoljevarstvene težave in dobrodelna dela. Poročena je z glasbenikom Joelom Maddnom, s katerim ima dva otroka. Skupaj vodita dobrodelno organizacijo The Richie Madden Children's Foundation. Trenutno je ena od mentorjev v NBC-jevi oddaji Fashion Star.

## Zgodnje življenje
Nicole Richie se je rodila kot Nicole Camille Escovedo v Berkeleyju, Kalifornija, Združene države Amerike. Njen biološki oče je Peter Michael Escovedo, glasbenik, ki je nekaj časa igral za Lionel Richie, njena biološka mama, Karen, pa je bila asistentka njene mame, Sheile E. Ko je bila stara tri leta, so se njeni starši strinjali, da se preseli k Lionelu Richieju in Brendi Harvey, saj sta bila slednja sposobna zanjo finančno poskrbeti veliko bolje. »Moja starša sta bila Lionelova prijatelja,« je povedala za revijo People leta 2003. »Verjela sta, da bo zame lahko poskrbel veliko bolje, kot bi lahko onadva.« Richie je takoj postal njen skrbnik.
Richie in Harveyjeva sta jo uradno posvojila šele, ko je bila stara devet let. Kmalu po posvojitvi je javnost izvedela za ljubezensko afero Lionela Richieja. Par se je grdo razšel pred očmi javnosti. Zaradi tega sta oba popustila vsem Nicolinim željam. »Osrečevati sta me pričela tako, da sta rekla 'ja' vsaki moji prošnji, a mislim, da majhna deklica ne bi smela imeti tolikšne svobode,« je dejala v intervjuju z revijo Vanity Fair. Po ločitvi se je Lionel Richie ponovno poročil. V tem zakonu je Nicole Richie dobila mlajšega brata: Myles (roj. 1994) in mlajšo sestro Sofio (roj. 1998).
Botra Nicole Richie je Nancy Davis, hčerka Marvina Davisa in mati Brandona Davisa. Njen boter je Michael Jackson. Quincy Jones je v intervjuju z revijo People dejal, da Nicole Richie pozna »že odkar je bila dojenček. Je zelo pametno dekle.«
Nicole Richie je leta 1999 maturirala na srednji šoli in kolidžu Montclair, nato pa se je pričela šolati na arizonski univerzi poleg Kourtney Kardashian in Lukea Waltona, kjer je študirala umetnost in novinarstvo. Za šolanje na univerzi v Arizoni ni imela pripravljenega nobenega študijskega načrta; po dveh letih je študij opustila in se vrnila v Kalifornijo.

## Kariera

### Televizija
Leta 2003 sta Nicole Richie in njena najboljša prijateljica pričeli s svojim resničnostnim šovom Preprosto življenje. Šov je spremljal njuno življenje pri preprosti družini v kmečki skupnosti v Altusu, Arkansas. Serija se je premierno predvajala 2. decembra 2003 na Foxu. Premiero si je ogledalo 13 milijonov gledalcev, s čimer se je statistika gledalcev Foxa med 18. in 49. letom povečala na 79%. Kasneje so posneli tudi drugo in tretjo sezono resničnostnega šova in Nicole Richie je zaslovela s svojo odprto in komično osebnostjo.
Šov so zaradi prepira med Nicole Richie in Paris Hilton prenehali snemati po tretji sezoni. Kasneje je kanal E! Entertainment Television odkupil pravice za četrto in peto sezono. Obe sezoni so tudi posneli; četrto si je ogledalo 1 milijon gledalcev, kar je za kanal E! dokaj veliko, peta sezona pa je bila relativno neuspešna. Med snemanjem pete sezone je prišlo do nekaj težav. Obe zvezdi šova sta se namreč soočili z obtožbami vožnje pod vplivom alkohola, zaradi česar je obema grozil zapor. Hiltonovo so obsodili na triindvajset dni zapora, ki pa jih je odslužila šele po snemanju pete sezone. Richiejeva je sprejela poravnavo in po snemanju pete sezone preživela štiri dni v zaporu. Čeprav se je govorilo, da bodo posneli tudi šesto sezono, so z resničnostnim šovom po neuspešni peti sezoni končali.
Leta 2005 je Nicole Richie zaigrala v svojem prvem filmu, komični drami Kids in America. Bežno se je pojavila tudi v najrazličnejših televizijskih serijah, kot so Eve, Six Feet Under, American Dreams in Moja najstnica ter zaigrala stransko vlogo Heather Chandler v seriji Chuck. Julija 2008 so oznanili, da nameravajo po njeni knjigi The Truth About Diamonds, izdani leta 2005, posneti televizijsko serijo.
1. januarja 2010 so objavili, da bo Nicole Richie sprejela vlogo ene od sodnic v resničnostnem šovu Modni oblikovalci Heidi Klum. Trenutno snema serijo Fashion Star za NBC. Da bo v seriji skupaj z Jessico Simpson poučevala bodoče modne oblikovalce, kako priti do lastnega modnega branda, so oznanili julija 2011.

### Pisanje
Leta 2005 je Nicole Richie napisala semi-avtobiografski roman, The Truth About Diamonds, ki ga je izdala založba Bharell Jackson Publishing. Roman naj bi deloma temeljil na njenem lastnem življenju, a v večini naj bi bil izmišljen. Govori o življenju Chloe Parker, posvojene hčerke slavnega pevca, ki se kot zvezda nočnih klubov in zabav prebije vse do Hollywooda, vmes pa se bori z zasvojenostjo. Zgodaj januarja 2006 je roman The Truth About Diamonds zasedel dvaintrideseto mesto na seznamu najbolje prodajanih knjig The New York Timesa.
Njena druga knjiga, roman Priceless, je izšla 28. septembra 2010. Govori o dekletu, ki izgubi vse in spozna, kaj je v življenju res pomembno.

### Moda
Osebni slog Nicole Richie je postal zelo popularen pri njenih oboževalcih in modnih kritikih; zaradi tega je prejela status modne ikone. Bila je obraz oglaševalnih kampanij za modne hiše, kot sta Bongo Jeans in Jimmy Choo. Aprila 2007 je oznanila svoje načrte o izidu lastne linije sončnih očal, nakita in modnih dodatkov skupaj s stilsko knjigo in parfumom. Oktobra 2008 je izdala lastno linijo nakita, imenovano House of Harlow 1960. Linijo so prodajali preko spletnega butika Kitson. Spomladi 2010 je preko linije izdala še kolekcijo čevljev in oblačil. Leta 2009 je Nicole Richie skupaj s trgovino z oblačili za nosečnice A Pea in the Pod pričela oblikovati lastno linijo oblačil. Linija z naslovom »Nicole« je vključevala tudi oblačila, ki jih je med nosečnostjo nosila tudi sama. Februarja 2010 je izdala še kolekcijo oblačil z naslovom Winter Kate (srednji imeni njene hčerke). Kolekcijo so navdihnili cvetlični vzorci in brezčasne oblike.
Leta 2010 je za svojo linijo House of Harlow 1960 na podelitvi nagrad Glamour Women of the Year Awards prejela nagrado v kategoriji za »poslovno žensko leta«. Za isto delo je bila tistega leta nominirana tudi za nagrado Teen Choice Awards v kategoriji za »najboljšo modno kolekcijo«. Julija 2011 je preko linije House of Harlow 1960 izdala tudi štirinajst različnih torbic. Kolekcijo je izdala preko brandov Bergdorf Goodman, Neiman Marcus, Nordstrom in Shopbop.com. Preko trgovine Macy's Impulse je septembra 2010 izdala novo kolekcijo oblačil, ki so jo prodajali preko 100 izbranih spletnih trgovin Macy's. Njena prva dišava, »Nicole«, je izšla septembra 2012. Prodajali so jo preko 2.000 trgovin, med drugim tudi Macy’s, Nordstrom and Dillard’s.

### Glasba
Februarja 2005 je Nicole Richie prvič nastopila kot glasbenica, in sicer v ABC-jevi oddaji The View, kjer je igrala klavir. Čeprav je veliko ljudi poročalo, da dela na svojem prvem albumu, je te govorice v intervjuju z revijo People zanikala. Dejala je: »Nekoč si želim [posneti lasten album], a trenutno imam že veliko drugega dela.« Februarja 2010 je Nicole Richie sodelovala pri snemanju dobrodelnega singla »We Are the World 25 for Haiti«. »Ko sem bila stara štiri leta, sem v studiu opazovala svojega očeta, kako snema pesem 'We Are the World' in danes snemam novo verzijo tega singla. Zelo sem bila vesela dejstva, da lahko naredim nekaj dobrega,« je dejala o tej izkušnji.
Leta 2004 je odšla na avdicijo za vlogo Maureen v popularni broadwayjski uspešnici, muzikalu Rent, a vloge ni dobila. Leta 2008 so ji ponudili vlogo Roxie Hart v muzikalu Chicago.

## Osebno življenje

### Družina in razmerja
Aprila 2005 so začele krožiti govorice, da Nicole Richie s svojo dolgoletno prijateljico Paris Hilton sploh ne govori več. Paris Hilton je o govoricah kasneje dejala: »Saj ni nobena skrivnost, da z Nicole nisva več prijateljici. Nicole ve, kaj je storila, in to je vse, kar bom o tem povedala.« Nobena od njiju ni v javnosti nikoli več spregovoria o tem dogodku, čeprav so začele krožiti govorice, da sta se sprli, ker je Nicole Richie skupini prijatelj pokazala enega od domačih seks posnetkov Paris Hilton. Nazadnje sta se oktobra 2006 pobotali.
Med letoma 2003 in 2005 je hodila z DJ-jem Adamom Goldsteinom, s katerim sta se razšla po devetmesečni zaroki. Nekaj časa je hodila tudi s svojim prijateljem iz otroštva in zvezdo MTV-jevega resničnostnega šova Hollywoodski griči, Brodyjem Jennerjem.
Nicole Richie je z glavnim pevcem glasbene skupine Good Charlotte, Joelom Maddnom, pričela hoditi decembra 2006. Imata dva otroka, hčerko Harlow Winter Kate Madden (roj. 2008) in sina Sparrowa Jamesa Midnighta Maddena (roj. 2009). Par je svojo zaroko potrdil februarja 2010; poročila sta se 11. decembra 2008 2010. Februarja 2008 je revija People objavila Harlowine prve fotografije, za katere so plačali 1 milijon $.

### Zdravje
Zgodaj leta 2006 je vidno shujšala. Maja tistega leta je v intervjuju z revijo Vanity Fair dejala: »Vem, da sem trenutno presuha, zato si ne želim, da bi si katero koli dekle, ki me pogleda, reklo: 'Želim si biti takšna.'« Dejala je tudi: »Pričela sem hoditi k strokovnjaku za prehrano in zdravniku. Strah me je bilo, da bi bilo lahko kaj resnejšega.« V tem času so mediji poročali, da išče pomoč psihiatra in osebnega trenerja. Kasneje tistega leta je Nicole Richie dejala: »Nisem anoreksična. Nisem bulimična. Nimam motnje prehranjevanja.« 27. oktobra 2006 so oznanili, da Nicole Richie išče pomoč, saj »se ne more zrediti«, kar pa ni isto kot motnja prehranjevanja.
Marca 2007 je Nicole Richie morala v bolnišnico zaradi dehidracije. 21. marca so njeni predstavniki oznanili, da je bila hipoglikemična.

### Težave z zakonom
11. decembra 2006 je Nicole Richie potem, ko je padla na njihovem testu treznosti na mestu, aretirala kalifornijska prometna patrulja. Obtožena je bila vožnje pod vplivom na cesti 134 v Burbanku/Glendaleu, Kalifornija. Več motoristov je poročalo, da je črni Mercedes-Benz zapeljal na avtocesto preko izhodnega pasa in vozil v nasprotni smeri. Nicole Richie je priznala, da je pred vožnjo kadila marihuano in vzela narkotik vikodin. 27. julija 2007 so Richiejevo obsodili na štiridnevno zaporno kazen v območnem poboljševalnem centru v Lynwoodu, Kalifornija. Kakorkoli že, prestala je le okoli 82 minut kazni, saj so jo 23. avgusta 2007 ob 16:37 že izpustili. Predstavnica šerifovega oddelka je za revijo People povedala, da so jo tako zgodaj izpustili »zaradi prenatrpanega zapora. Za nenasilne obtožence je to standrden postopek.« Po 82-minutni prestani kazni je bila Nicole Richie po besedah njenega odvetnika »seveda prijetno presenečena, da so jo izpustili tako hitro.«
Nicole Richie se je nato glede na dokumente, ki jih je vložila v kalifornijsko sodišče, udeležila osemnajstmesečnega izobraževalnega programa za voznike proti pitju. 22. junija 2007 so njeno pogojno kazen podaljšali še za eno leto, do marca 2011, saj je zamudila eno uro tečaja. Kakorkoli že, njena pogojna kazen se je končala predčasno, že 29. decembra 2010, saj je njen odvetnik sodišču predstavil podrobnosti podatkov, s katerimi je dokazal, da je izpolnila vse pogoje njene pogojne kazni.

## Dobrodelnost
Novembra 2007 sta Nicole Richie in njen partner Joel Madden ustvarila fundacijo Richie Madden za otroke. Richiejeva ter Joel in Benji Madden so skupaj z Unicefom marca 2009 organizirali dobrodelno prireditev za zbiranje denarja za UNICEF-ov projekt, s katerim so želeli otroke po vsem svetu preskrbeti s čisto in varno vodo. Prodali so 143 vodnih črpalk, s katerimi se vodo dovaja naravnost v vasi - zbrali so 100.000 $. Podjetje Esprit je 2. aprila 2009 10 % svojega dobička od na novo odprte trgovine darovalo fundaciji Richie Madden. Fundacija je februarja 2010 posebej za pijačo 7-Eleven oblikovala kozarčke z imenom »kozarčki z namenom«. Bili so del njihove kavne kampanje, katere dobiček je odšel v dobrodelne namene. V letu 2010 je fundacija sodelovala z neprofitno organizacijo Beyond Shelter, ki brezdomnim družinam v Los Angelesu priskrbi zavetišča.
Maja 2008 je Nicole Richie z Joelom Maddenom posnela oglas za UNICEF, s katerim so želeli zbrati denar za zaradi ciklonov opustošeno Burmo. Na UNICEF-ovi uradni spletni strani sta oba tudi objavljala bloge, v katerih sta ljudi spodbujala k pomoči otroškim žrtvam.
Nicole Richie je že več let članica okoljskega medijskega združenja (Environmentall Media Association) in maja 2009 sodelovala pri njihovi promocijski kampanji. Vsak član organizacije je »posvojil« eno šolo, na kateri je potem promoviral organizacijo in težave, proti katerim se borijo, sodeloval pa je tudi pri okoljski izobrazbi dijakov. Sodelovala je tudi pri dobrodelni dražbi spletne strani handmedowns.com. Zaslužek z dražbe so darovali fundaciji Richie Madden, z njim pa so v prihodnje pomagali otrokom v Združenih državah Amerike in v tujini.

## Filmografija
| Leto         | Naslov              | Vloga            | Opombe                                                          |
| ------------ | ------------------- | ---------------- | --------------------------------------------------------------- |
| 2003–2007    | Preprosto življenje | Ona              | Tudi producentka                                                |
| 2004         | Six Feet Under      | Ona              | Epizoda: »Untitled«                                             |
| 2004         | Eve                 | Karen            | Epizoda: »Valentine's Day Reloaded«                             |
| 2004         | Rock Me Baby        | Amanda           | Epizoda: »Kiss and Don't Tell«                                  |
| 2004         | Ameriški sen        | Brenda Reid      | Epizoda: »Charade«                                              |
| 2005         | Moja najstnica      | Ashley           | Epizoda: »Ditch Day«                                            |
| 2005         | Kids in America     | Kelly Stepford   | Glavna vloga                                                    |
| 2008–2010    | Chuck               | Heather Chandler | Epizode: »Chuck Versus the Cougars«, »Chuck Versus the Cubic Z« |
| 2012 – danes | Fashion Star        | Ona              | Mentorica                                                       |
| 2013         | The New Normal      | Ona              | Epizoda: »Para-New Normal Activity«                             |

## Objavljena dela
- The Truth About Diamonds (2005)
- Priceless (2010)

## Nagrade in nominacije
| Leto | Nagrada            | Kategorija                              | Rezultat   |
| ---- | ------------------ | --------------------------------------- | ---------- |
| 2005 | Teen Choice Awards | Izbira tečevizijske osebnosti: Ženska   | Nominirana |
| 2010 | Teen Choice Awards | Najboljša modna linija slavne osebnosti | Nominirana |